# Système Double Cross

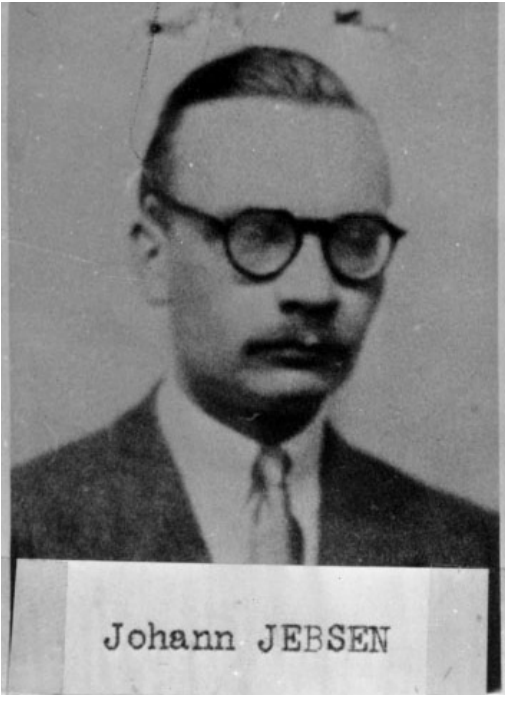
Image de Johann Jebsen aussi identifié par le nom d'agent "ARTIST".

Au cours de la Seconde Guerre mondiale, le système Double Cross (en anglais Double Cross System ou XX System, double cross signifiant tromper) était un dispositif de contre-espionnage organisé par le MI5, le service de renseignements britannique actif sur le territoire du Royaume-Uni, qui eut pour finalité la désinformation (deception en anglais). Des agents nazis ont été capturés et retournés puis utilisés par les Britanniques principalement pour diffuser de fausses informations à leurs officiers-traitants allemands. Les différentes opérations étaient supervisées par le Comité XX sous la présidence de John Cecil Masterman.
Pour ce qui est de l'efficacité du système Double Cross, début 1941, Masterman s'exprimera ainsi : « Nous (MI5) avons activement dirigé et contrôlé l'espionnage allemand dans ce pays (le Royaume-Uni). ». Cela a été largement confirmé après la guerre.

## Comité XX

### Missions
Pendant la Seconde Guerre mondiale, le comité XX (en anglais XX Committee ou Double Cross committee ou Twenty committee) était chargé du Système Double Cross. Rattaché au Security Service (MI5), ce service secret britannique avait pour missions le retournement des agents ennemis arrêtés au Royaume-Uni, le traitement des agents doubles, ainsi que la coordination des opérations de désinformation menées contre l'ennemi par le canal de ces agents doubles.

### Signification du nom
- Double Cross signifie : double jeu, trahison ;
- Pris au pied de la lettre, Double Cross signifie Double Croix ;
- Double Croix se simplifie rapidement en XX dans les dossiers.

### Organisation
Le Comité XX était présidé par Sir John Cecil Masterman (12 janvier 1891 – 6 juin 1977), universitaire britannique éminent, sportif et écrivain.

## Modes opératoires

### Neutralisation des agents allemands
Des agents de renseignement allemands, de l'Abwehr et du Sicherheitsdienst (SD), sont infiltrés en Angleterre, par divers moyens : parachutage ; sous-marins ; le plus souvent, passage par des pays neutres, en se faisant passer pour des réfugiés.
Pour commencer, les Britanniques arrêtent des agents allemands. Nombre d'entre eux se rendent aux autorités en atteignant les côtes anglaises. D'autres sont arrêtés pour avoir commis des erreurs minimes au cours de leurs opérations.
Plus tard, des agents allemands reçoivent l'ordre de contacter d'autres agents déjà sur place qui, à l'insu de l'Abwehr, sont déjà sous le contrôle des Britanniques.
Après la guerre, le bilan fera apparaître que la totalité des agents allemands envoyés en Angleterre soit se sont rendus, soit ont été arrêtés, à l'exception peut-être de l'un d'entre eux qui s'est suicidé.

### Communication
Le principal mode de communication entre les agents et leurs officiers-traitants est la stéganographie. Les lettres sont interceptées par la censure postale ce qui conduit à la capture de plusieurs agents. Plus tard au cours de la guerre, les agents allemands sont équipés d'émetteurs-récepteurs de radio. Finalement les transmissions connues comme provenant d'un agent double étaient transférées directement au quartier général du MI5. Du côté britannique, la pierre angulaire de la réussite dans ce combat contre l'Abwehr et le SD passe par le décryptage des codes allemands. Les chiffrements manuels de l'Abwehr sont percés dès le début de la guerre, et le cryptage d'Enigma de l'Abwehr et du SD suit peu après. De son côté le renseignement d'origine électromagnétique permet de se faire une bonne idée du degré de confiance qu'ont les Allemands envers les agents doubles et du type d'actions menées à partir de leurs informations.

### Désinformation
La politique du MI5 pendant la guerre est d'utiliser le dispositif à des fins de contre-espionnage. C'est seulement plus tard qu'on réalise son fort potentiel dans le domaine de la désinformation.
Mais le système nécessite de posséder des informations authentiques pour les mélanger avec les fausses. Ce besoin est la cause de problèmes récurrents au début de la guerre pour obtenir que les services qui collectent les renseignements acceptent d'en livrer une petite quantité sans grande importance stratégique. Plus tard, comme le dispositif se comporte comme un tout cohérent, l'obtention de ces renseignements fait partie intégrante de l'organisation de la désinformation. Par exemple, un des agents envoie aux Allemands une information authentique concernant l'opération Torch. Le cachet de la Poste indique une date antérieure au débarquement, mais en raison des retards délibérément provoqués par les autorités britanniques, l'information ne parvient aux Allemands qu'après que les troupes ont débarqué. Les Allemands ont ainsi l'illusion que cette information est de qualité bien qu'elle soit devenue totalement inutile du point de vue militaire.

## Exemples d'opérations

### Opérations hors du Royaume-Uni
Le dispositif ne fonctionne pas uniquement au Royaume-Uni, le FBI participe à l'opération. Des agents, en liaison avec le système, sont actifs en Espagne et au Portugal. Certains ont même des contacts directs avec les Allemands dans les pays occupés de l'Europe. Un des agents les plus célèbres ayant opéré hors du Royaume-Uni est Dusko Popov. On a même noté le cas d'un agent actif dans la désinformation qui a commencé à opérer du Portugal de façon indépendante en utilisant de simples guides touristiques, des cartes et une imagination fertile pour convaincre ses contacts de l'Abwehr qu'il espionnait au Royaume-Uni. Cet agent, Joan Pujol Garcia (dit Garbo), a mis en place un réseau complet de sous-agents fantômes pour réussir à convaincre finalement les autorités britanniques qu'il pouvait leur être utile. Lui-même et ses faux sous-agents ont été intégrés dans le principal réseau du système Double Cross et il devint si écouté par l'Abwehr que cette dernière a cessé d'envoyer des agents en Grande-Bretagne après 1942. L'Abwehr a fini par dépendre entièrement des fausses informations distillées par le réseau de Garbo et les autres agents du système Double Cross.

### Opération Fortitude et les débarquements du jour J
Les Britanniques ont utilisé leur réseau d'agents doubles pour soutenir l'opération Fortitude destinée à tromper les Allemands sur le lieu réel du débarquement allié en Europe de l'Ouest. Si on avait autorisé les agents doubles à dire qu'ils avaient volé les plans du Débarquement alors que chacun savait qu'ils étaient tout à fait en sécurité, l'information aurait été suspecte. À la place, les agents ont communiqué de tout petits détails comme la description des insignes sur les uniformes ou les marques portées sur les véhicules. Les observations émanant du centre-sud étaient de cet ordre et décrivaient très précisément les troupes qui seraient engagées dans le Débarquement. Les rapports du sud-ouest de l'Angleterre donnaient peu de troupes stationnées, alors que le gros des forces y était concentré. Pour ce qui est du sud-est, on laissait filtrer les vraies-fausses informations concernant l'opération Quicksilver. Tous les stratèges savent que pour monter une opération d'aussi vaste envergure que le Débarquement, les troupes Alliées doivent être réparties dans le pays, celles qui débarqueraient en premier se trouvant le plus près du point de débarquement. Les Allemands ont utilisé les informations de leurs agents pour élaborer un ordre de bataille des forces alliées en plaçant le centre de gravité des forces d'invasion en face du pas de Calais, le point où les côtes anglaises et françaises sont les plus proches, et donc le point de débarquement le plus probable. La désinformation s'est révélée si efficace que les Allemands ont stationné 15 divisions en réserve près de Calais et les ont laissées sur place même après que le débarquement eut commencé en Normandie. Ils crurent vraiment que le débarquement en Normandie était une manœuvre de diversion pour permettre le vrai débarquement à Calais.
Les Alliés étaient prêts à faire prendre de gros risques au système Double Cross pour réussir la surprise indispensable au succès du débarquement en Normandie. Pourtant les tout premiers rapports faits par les agents doubles sur les insignes que portaient les unités alliées ont été confirmés lorsque les armées allemandes les ont rencontrées, renforçant ainsi la confiance des Allemands dans leur réseau d'espionnage. Certains agents doubles ont même été informés par radio depuis l'Allemagne qu'ils étaient décorés de la Croix de fer.

### Opération Crossbow et V1 et V2
Au cours des attaques allemandes de V1, les Britanniques se sont rendu compte que ceux-ci tombaient entre trois et cinq kilomètres avant Trafalgar Square qu'ils pensaient être la cible recherchée par les Allemands (les objectifs réels de la Luftwaffe, comme Tower Bridge, n'étaient pas connus des Britanniques).
Duncan Sandys demande alors aux agents allemands sous contrôle du MI5 de transmettre en Allemagne les points d'impact des V1. Pour que les Allemands programment leurs V1 « trop courts » les agents doubles britanniques augmentent le nombre de V1 censés être tombés dans le nord et l'ouest de Londres et ne rapportent pas — autant que possible — ceux du sud et de l'est. Par exemple, le 22 juin 1944, un seul des sept impacts a été rapporté comme étant au sud de la Tamise alors qu'en réalité les trois quarts avaient fait mouche. Bien que les Allemands aient été capables de connaitre les points d'impact d'un échantillon de V1 équipés d'un émetteur de radio embarqué, et qui confirmait qu'ils étaient « courts », ils ont préféré le renseignement humain à la télémétrie.
Quand le 65e corps d'armée allemand reçut un faux rapport émanant du Double Cross selon lequel Southampton avait été considérablement touché — alors qu'il ne s'agissait pas d'une des cibles des V1 — ceux-ci ont été dirigés vers les ports de la côte sud pendant quelque temps. Comme conséquence, la désinformation du Double Cross a induit une redéfinition erronée des paramètres de tir sur Londres qui est venue s'ajouter à l'imprécision initiale. Cependant, alors que les V1 lancés sur Southampton à partir de Heinkel He 111 se révélaient peu précis, Frederick Lindemann a suggéré que les agents doubles fassent état de « lourdes pertes » pour que les Allemands concentrent leurs tirs sur la côte sud, sacrifiant ainsi quelques vies dans les ports, mais en sauvant plusieurs centaines à Londres chaque semaine. Lorsque le Conseil exécutif fut au courant le 15 août de cette manœuvre de désinformation, Herbert Morrison déclara qu'ils n'avaient pas le droit de décider que tel homme devait vivre et tel autre mourir. La désinformation a pourtant pu se poursuivre.
Quand, par la suite, les bombardements de V2 ont commencé avec un temps de vol de quelques minutes entre le lancement et l'impact, les Britanniques ont amélioré la désinformation en diffusant les coordonnées de bombardements réels dans le centre de Londres dus à des raids précédents, mais avec des heures d'impact fausses qui auraient correspondu à une chute de 10 à 15 km avant London Central pour simuler un tir trop court.
De la mi-janvier 1945 à la mi-février 1945, les points d'impact moyens des V2 se rapprochaient de leur cible par l'est à une vitesse d'environ 3,5 km par semaine avec de plus en plus de V2 qui s'abattaient à proximité du centre de Londres.

### Opération Mincemeat
L’opération Mincemeat (littéralement « viande hachée ») était un plan organisé par le système Double Cross destiné à convaincre le Grand quartier général allemand (OKW) que les Alliés envahiraient les Balkans et la Sardaigne au lieu de la Sicile, qui était l'objectif réel.
Pour cela, ils firent tomber dans les mains allemandes des documents détaillant avec précision des plans d'invasion des Balkans et de la Sardaigne. La Wehrmacht crut à ces plans et transféra plusieurs de ses divisions hors de la Sicile.

## Les agents XX
Le tableau suivant donne une liste de 81 agents doubles, réels et fictifs, qui étaient contrôlés par le comité XX au profit du Royaume-Uni, pendant la Seconde Guerre mondiale.
| Nom de code de l'agent XX | Nom véritable                     | Période d'activité | Nom allemand    | Origine        |
| ------------------------- | --------------------------------- | ------------------ | --------------- | -------------- |
| ARTIST                    | Johann Jebsen                     | 43 -               |                 | Allemand       |
| BALLOON                   | Dick Metcalfe                     | mai 41 - nov 43    |                 | Anglais        |
| BASKET                    |                                   |                    |                 | Irlandais      |
| BEETLE                    |                                   |                    |                 | Islandais      |
| BISCUIT                   |                                   |                    |                 | Anglais        |
| BLAZE                     |                                   |                    |                 | Allemand       |
| BOOTLE                    |                                   |                    |                 | Français       |
| BRONX                     | Elvira de la Fuente Chaudoir      | oct 42 - mai 45    | Dorette         | Péruvienne     |
| BRUTUS                    | Roman Czerniawski                 | oct 42 - janv 45   | Hubert          | Polonais       |
| CARELESS                  |                                   | juil 41 - janv 43  |                 | Polonais       |
| CARROT                    |                                   | juin 42 - déc 42   |                 | Luxembourgeois |
| CELERY                    | Walter Dickens                    | janv 41 - août 41  |                 | Anglais        |
| CHEESE                    | Renato Levi                       |                    |                 | Italien        |
| CHARLIE                   | Kiener                            |                    |                 | Allemand       |
| COSSACK                   |                                   |                    |                 | Turc           |
| COWWEB                    | Ib Arnasen Riis                   |                    |                 | Islandais      |
| DEPUTY                    |                                   |                    |                 | Belge          |
| DERRICK                   |                                   |                    |                 | Belge          |
| DOMINANT                  |                                   |                    |                 | Belge          |
| DRAGONFLY                 |                                   | mars 41-janv 44    |                 | Allemand       |
| DREADNOUGHT               | Yvo Popov                         |                    |                 | Yougoslave     |
| FATHER                    |                                   | juin 41 - juin 43  |                 | Belge          |
| FAN                       |                                   |                    |                 | Français       |
| FATHER                    | Henri Arents                      |                    |                 | Belge          |
| FIDO                      | Roger Grosjean                    | juil 43 - févr 44  |                 | Français       |
| FLAME                     |                                   |                    |                 | Belge          |
| FLASH                     |                                   |                    |                 | Belge          |
| FORGE                     |                                   |                    |                 | Belge          |
| FRANK                     |                                   |                    |                 | Belge          |
| FREAK                     | Marquis Frano de Bona             | déc 43 - mai 44    |                 | Yougoslave     |
| GABAS                     |                                   |                    |                 | Allemand       |
| GANDER                    |                                   | oct 40 - nov 40    |                 | Allemand       |
| GARBO                     | Joan Pujol Garcia                 | avr 42 - mai 45    | Arabel          | Espagnol       |
| GELATINE                  | Gerda Sullivan ou Friedle Gartner | mai 41 - mai 45    | Ladymay         | Autrichienne   |
| GILBERT                   | André Latham                      |                    |                 | Français       |
| GIRAFFE                   | George Graf                       | sept 40            |                 | Tchèque        |
| G.W.                      | Brown ou Gwyllem Williams         | oct 39 - févr 42   |                 | Gallois        |
| HAMLET                    | Koestler                          |                    |                 | Autrichien     |
| JEFF                      | Tor Glad                          | avr 41 - févr 44   | Olav Klausen    | Norvégien      |
| JOSEF                     |                                   | août 42 - déc 44   |                 | Russe          |
| JUNIOR                    |                                   |                    |                 | Allemand       |
| LAMBERT                   |                                   |                    |                 | Russe          |
| LAZY                      |                                   |                    |                 | Allemand       |
| LIPSTICK                  | Josef Terradellas                 | nov 42 - mars 44   |                 | Espagnol       |
| MAGNET                    |                                   |                    |                 | Belge          |
| MEADOW                    |                                   |                    |                 | Belge          |
| MERCY                     |                                   |                    |                 | Belge          |
| METEOR                    | Eugen Sostaric                    | avr 43 - mai44     |                 | Yougoslave     |
| MINT                      |                                   |                    |                 | Belge          |
| MODEL                     |                                   |                    |                 | Néerlandais    |
| MULLETT                   | Thornton                          | déc 41 - mai44     |                 | Anglais        |
| MUTT                      | Helge Moe ou John Moe             | avr 41 - mai44     | Jack Berg       | Norvégien      |
| NEETLE                    | Goldschmidt                       |                    |                 | Allemand       |
| PEPPERMINT                | Jose Brugada Wood                 | déc 41 - avr 43    |                 | Espagnol       |
| PIP                       |                                   |                    |                 | Belge          |
| PUPPET                    | M. Fanto                          | avr 43 - mai 44    |                 | Anglais        |
| RAINBOW                   | Bernie Kiener                     | févr 40 - juin 43  |                 | Portugais      |
| ROVER                     |                                   | mai 44 - mai 45    |                 |                |
| SCRUFFY                   |                                   |                    |                 | Belge          |
| SHEPHERD                  |                                   | mars 44 - ?        |                 | Français       |
| SKULL                     |                                   |                    |                 | Allemand       |
| SNARK (the)               | Maritza Mihailovic                | juil 41 - mar 43   |                 | Yougoslave     |
| SNIPER                    |                                   | nov 43-mai - 45    |                 | Belge          |
| SNOW                      | Arthur Owens                      | sept 39 - mars 41  | Johnny          | Gallois        |
| SPANIEL                   |                                   | Yvan Staniel       |                 | Tchèque        |
| SPIDER                    |                                   |                    |                 | Espagnol       |
| SQUEAK                    |                                   |                    |                 | Belge          |
| STEPHAN                   | Klein                             |                    |                 | Autrichien     |
| SUMMER                    | Gösta Caroli                      | sept 40 - janv 41  |                 | Suédois        |
| SWEETIE                   | Weisner                           |                    |                 | Tchèque        |
| SWEET WILLIAMS            | William Jackson                   | août 41 - août 42  |                 | Anglais        |
| TATE                      | Wulf Schmidt ou Hans Hensen       | sept 40 - mai 45   |                 | Danois         |
| TEAPOT                    |                                   | janv 43 - ? 1945   |                 | Allemand       |
| TREASURE                  | Lily Sergueiew                    | août 43 - déc 44   | Solange / Tramp | Russe          |
| TRICYCLE                  | Dusko Popov                       | déc 40 - mai 44    | Ivan            | Yougoslave     |
| WASHOUT                   | Ernesto Simoes                    | juin 42 - déc 42   |                 | Portugais      |
| WATCHDOG                  | Waldemar Janowsky                 |                    |                 | Allemand       |
| WEASEL                    |                                   | mai 42 - déc 42    |                 | Belge          |
| WILFRED                   |                                   |                    |                 | Belge          |
| WORM (the)                | Stephan Zeiss, ou Jean….          | juil 43 - janv 44  |                 | Yougoslave     |
| ZIGZAG                    | Eddie Chapman                     | déc 42 - nov 44    | Frizchen        | Anglais        |